# Dextrospira
Dextrospira is een geslacht van uitgestorven weekdieren uit de  familie van de Clausiliidae.

## Soorten
De volgende soorten zijn bij het geslacht ingedeeld:
- Dextrospira minutula Hrubesch, 1965 †